# Mitodiplosis graminis
Mitodiplosis graminis är en tvåvingeart som beskrevs av Jean-Jacques Kieffer 1914. Mitodiplosis graminis ingår i släktet Mitodiplosis och familjen gallmyggor. Inga underarter finns listade i Catalogue of Life.